# Alexandra Frosterus-Såltin
Alexandra Frosterus-Såltin (6 de desembre de 1837, Ingå, Finlàndia - 29 de febrer de 1916, Vaasa) va ser una pintora i il·lustradora sueca-finlandesa més coneguda pels seus retaules d'església, i considerada la primera autora moderna d'una historieta, Turmiolan Tommin elämäkerta.

## Biografia
El seu pare, Benjamin, era pastor i professor de teologia i la seva mare, Vilhelmina, va ser la primera estudiant de postgrau de Finlàndia; va morir quan ella tenia set anys i el seu pare es va tornar a casar el 1846. Als catorze anys, va deixar casa seva per ser estudiant particular de Robert Wilhelm Ekman, a Turku, durant cinc anys.

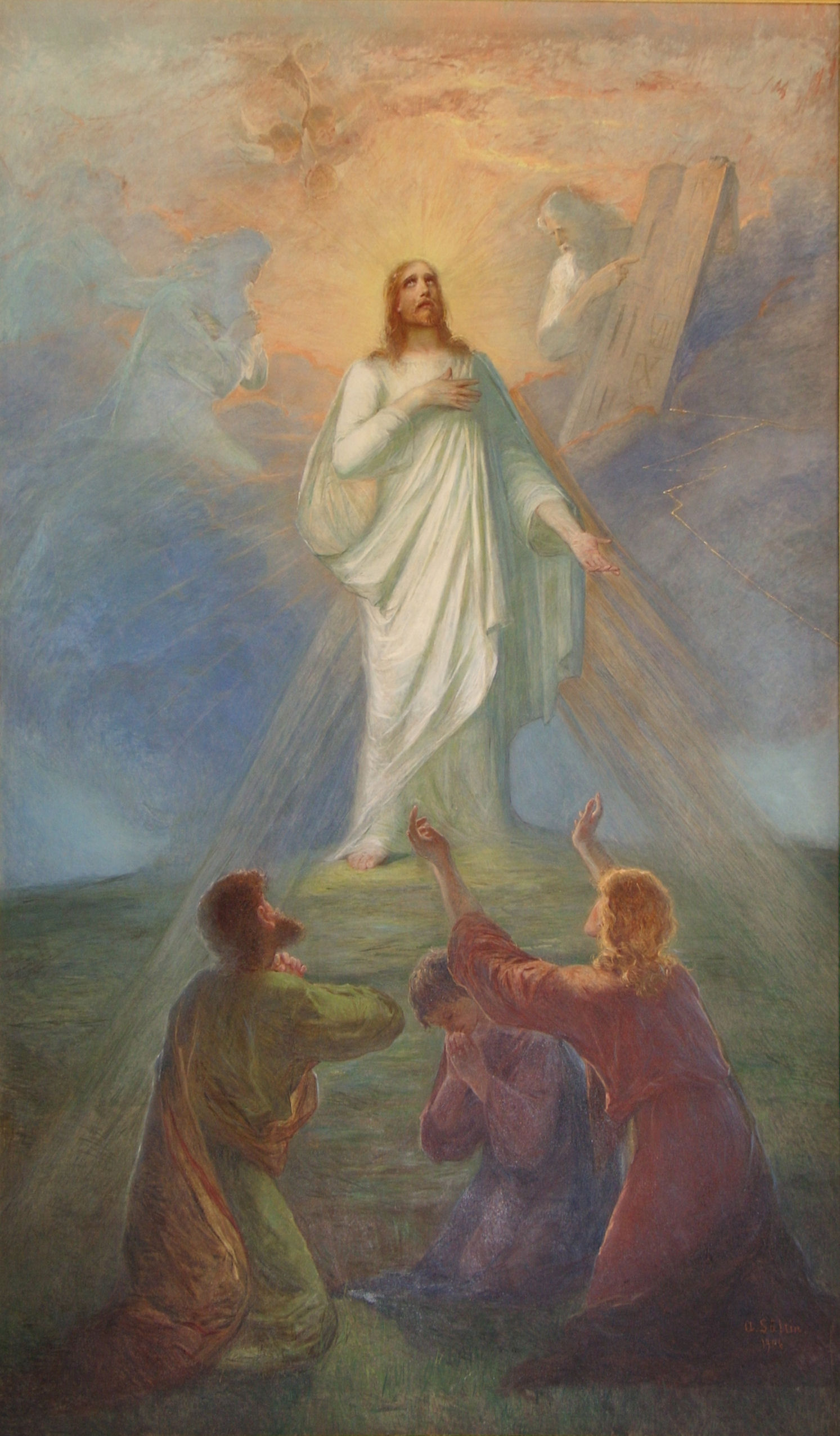
Retaule de l'església de Jalasjärvi (1906)

Més tard, el 1858, va fer la seva primera exposició a la Societat d'Art de Finlàndia i en va rebre una beca per continuar els estudis a Düsseldorf, però va haver de tornar a fer classes particulars, ja que l'Acadèmia no acceptava dones. Va estudiar amb el pintor d'història Otto Mengelberg fins al 1862. Després va poder estudiar a París, on va poder pintar amb models en viu al taller de Jean-Baptiste-Ange Tissier.
Va tornar a Vaasa el 1866 per casar-se amb Fredrik Viktor Såltin (1833-1873), que era metge. Això la va deixar aïllada temporalment del món de l'art, tot i que va continuar pintant escenes de casa seva i família. En quedar vídua amb tres fills, va decidir convertir-se en professora d'art, substituint a l'escola el seu antic mentor, Ekman, que acabava de morir. L'any següent es va traslladar a Turku per ser professora de l'escola de dibuix de l'Art Society, on romandria fins al 1889, tot i que des de 1877 començà a acceptar encàrrecs de pintures d'església per assegurar la subsistència de la seva família, i així va ser fins al 1915. El seu primer retaule, que representava Jesús a Getsemaní, era per a l'església de Törnävän, a Seinäjoki. A poc a poc, la seva pintura va anar prevalent sobre la docència i va acabar creant uns 70 retaules, que es poden veure a les esglésies de Törnävä, Jalasjärvi, Kälviä, Juva i Kerimäki, per exemple, d'entre un total de 273 obres.

## Primera historieta
El 1858, per recomanació d'Ekman, la jove Alexandra Frosterus-Såltin va fer uns dibuixos per a una publicació del Raittiuden Seuran (Societat de la Sobrietat): un fulletó anti-alcohol anomenat Turmiolan Tommin Elämäkerta (Biografia de Tommi de Turmiola). Les seves vuit vinyetes expliquen la desgraciada història de Tom. El fulletó, imprès per Liewendahl, va ser reeditat durant molts anys. Tommi de Turmiola també es pot considerar el primer heroi finlandès del còmic.